# فرانكلين أو. بارنز
فرانكلين أو. بارنز هو سياسي أمريكي، ولد في 11 نوفمبر 1841 في تشيلسي في الولايات المتحدة، وتوفي في 18 ديسمبر 1900. نشط حزبياً في الحزب الجمهوري. وقد انتخب عضو مجلس نواب ماساتشوستس ‏.